# Station Mauves-sur-Loire
Station Mauves-sur-Loire is een spoorwegstation in de Franse gemeente Mauves-sur-Loire.